# Che cosa è il Terzo Stato?
Che cosa è il Terzo Stato? (Qu'est-ce que le Tiers État?) è un saggio di Emmanuel-Joseph Sieyès, pubblicato nel gennaio 1789, alla vigilia della rivoluzione francese. Per via dei concetti trattati e per la sua ricca circolazione è considerato uno dei saggi politici più popolari e influenti del periodo prerivoluzionario.

## Contesto storico
Alla fine del Settecento, la crisi economica e le difficoltà finanziarie misero in crisi la Francia. Nel 1787 ci fu il tentativo di introdurre una tassa generale sulle terre dal ministro delle finanze Calonne, successivamente ripresa da Brienne.
Negli ultimi decenni del Settecento, i parlamenti avevano assunto un peso politico troppo grande per essere trascurato. Essi respinsero le nuove proposte di tassazione e chiesero la convocazione degli stati generali.
L'8 maggio 1788 i parlamenti vennero sospesi e furono varate le riforme che fino ad allora avevano ostruito.
Queste misure portarono diverse rivolte da parte delle classi privilegiate, che costrinsero re Luigi XVI, l'8 agosto 1788, a convocare gli stati generali per il 1º maggio 1789.
Il parlamento di Parigi registrò l'ordine di convocazione degli stati generali, ponendo però la condizione che la loro composizione fosse uguale all'ultima volta che si erano riuniti, nel 1614.
Le azioni del parlamento di Parigi generarono un'ondata di indignazione che comportò una crescita esponenziale nella diffusione di libelli e pamphlet politici.
Proprio all'interno di questo crescente dibattito, nel gennaio 1789, Emmanuel-Joseph Sieyès pubblicò Che cosa è il terzo stato, fornendo la propria prospettiva sulla natura della nazione e degli stati generali.

## Struttura
Il libro è un saggio di carattere politico, ed è diviso in due parti, ciascuna formata da tre capitoli.

### Parte prima
La prima parte del libro cerca di rispondere alla domanda: "Che cosa è il terzo stato?"
Questa sezione procede quindi cercando di spiegare cosa sia stato il terzo stato fino al momento della scrittura dell'opuscolo. Sieyès riporta inoltre le richieste politiche del terzo stato, le quali saranno poi criticate nella seconda parte.

### Parte seconda
La seconda parte del libro analizza in primis cosa lo stato ha provato a fare, fornendo una panoramica delle riforme proposte dal governo. Successivamente Sieyès spiega come, dal suo punto di vista, il governo avrebbe dovuto agire per cancellare il sistema di privilegi e ingiustizie nella Francia del suo tempo: Nel farlo egli costruisce una sua teoria della nazione. Infine, sulla base della teoria proposta, egli spiega quello che il terzo stato è tenuto a fare quando si sarà riunito.

## Contenuti

### Terzo stato
(Emmanuel-Joseph Sieyès, Qu'est-ce que le Tiers État?)

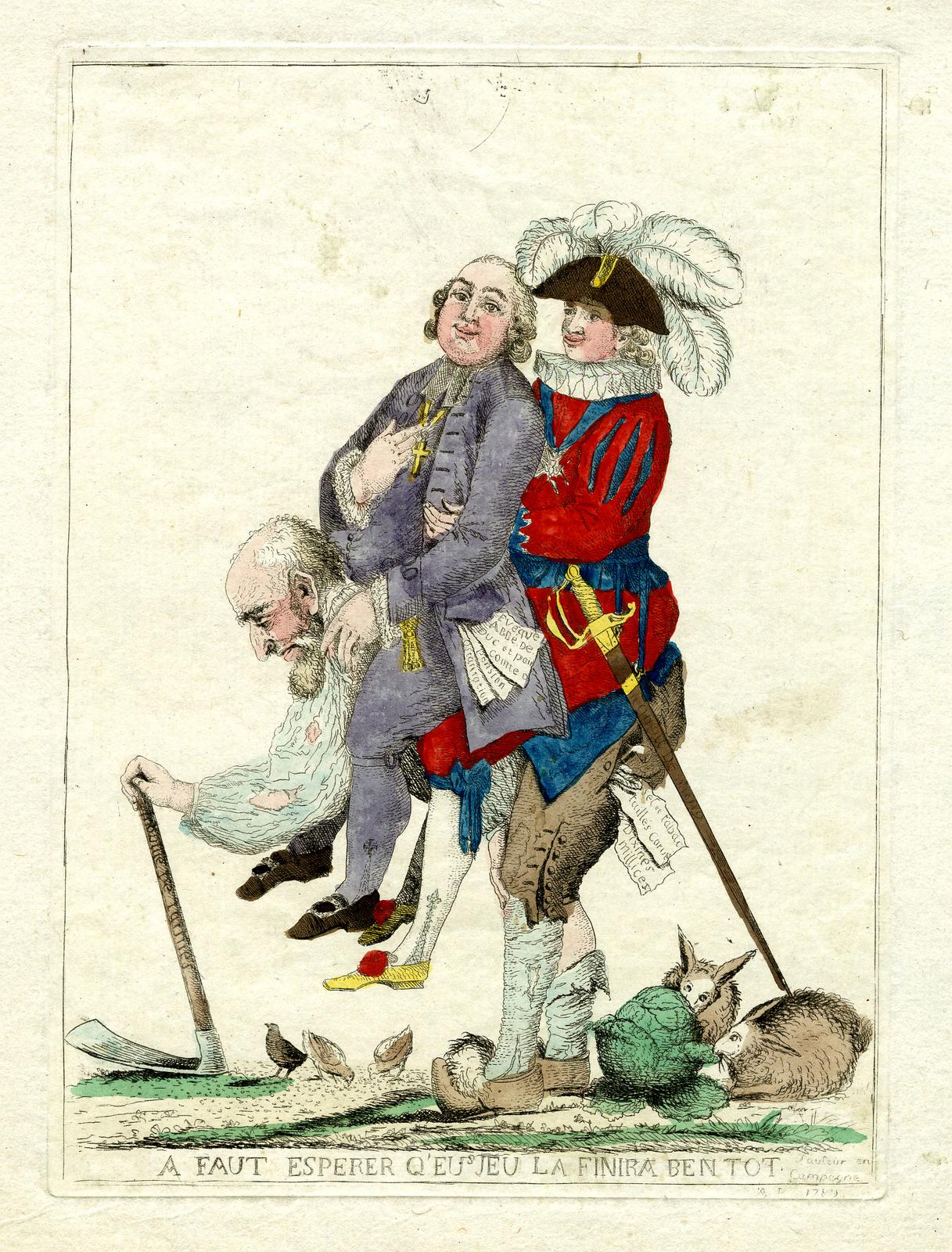
Un uomo raffigurante il terzo stato, sostiene il peso di un nobile e di un clericale, rappresentanti primo e secondo stato

Per Sieyès il terzo stato è tutto, è la nazione nella sua interezza. Esso rappresenta da un lato l'insieme di tutta la nazione produttiva, dall'altro tutti i francesi legati dalla legge comune.
Sieyès è critico nei confronti del sistema di privilegi che coinvolge clero, nobiltà di spada e nobiltà di toga. L'ordine dei privilegiati non è utile alla nazione, in quanto non svolge nessun ruolo nel processo produttivo dello stato. Una nazione è un corpo unico, che vive secondo la stessa legge e sotto lo stesso legislativo. Il primo e il secondo stato non sottostanno alla legge comune, di conseguenza, per i loro privilegi non fanno parte di questo sistema e devono essere considerati come estranei alla nazione stessa.
Sieyès riporta che, nel momento in cui scrive, anche il rappresentanti del terzo stato facevano spesso parte del gruppo dei privilegiati, per questo motivo esso non ha mai avuto una vera rappresentanza.
Il terzo stato manifesta quindi il desiderio di avere dei rappresentanti che facciano parte del suo stesso ordine. Quest'ultimo chiede inoltre che il numero dei suoi rappresentanti sia pari a quello del numero degli altri due ordini (clero e nobiltà) sommato. Infine chiede che i voti siano calcolati per testa.

### La nazione
Sieyes, utilizzando termini tipici del giusnaturalismo settecentesco, descrive la società politica in termini meccanicistici. Egli distingue tre epoche che caratterizzerebbero la sua formazione.

#### Prima epoca
Nella prima epoca degli individui decidono di unirsi in una società secondo quello che è un loro diritto. La nazione nasce dunque in virtù delle loro volontà individuali.

#### Seconda epoca
Nella seconda epoca gli stessi individui si riuniscono formando una volontà comune reale, tramite la quale costituiscono un governo per procura. Quest'ultimo ha il compito di provvedere ai bisogni pubblici e evitare i disordini sociali.

#### Terza epoca
Nella terza epoca la volontà comune assume una forma rappresentativa. Gli individui associati quindi si autogovernano tramite l'ausilio di rappresentanti, i quali esercitano un potere limitato che non appartiene a loro, ma alla volontà comune.
Per Sieyès la nazione consiste dunque in un insieme di individui uguali che, tramite l'esercizio della loro volontà, decidono liberamente come forgiare le loro istituzioni. La nazione forgia il governo e per questa ragione vi si antepone.

### Leggi e potere pubblico
Per Sieyès il potere pubblico deve sempre essere esercitato nell'interesse della nazione. La nazione è superiore a tutto e viene identificata con la volontà nazionale, ovvero con l'insieme delle volontà di tutti i cittadini della nazione.
Sieyès entra nel merito del dibattito costituzionale, e sostiene che esistano solo due tipi di leggi. Le leggi costituzionali e le leggi propriamente dette.

#### Leggi costituzionali
Le leggi costituzionali regolano il funzionamento del potere legislativo, esse sono stabilite dalla volontà nazionale e formano una costituzione. Il loro ruolo è quello di definire le modalità di esercizio del potere del legislativo, stabilendone i limiti, di conseguenza un governo esercita legittimamente il suo potere solo se è conforme alle norme costituzionali, quindi alla volontà nazionale.

#### Leggi propriamente dette
Le leggi propriamente dette sono quelle stabilite dal potere legislativo il quale opera seguendo le leggi costituzionali. Esse hanno il compito di proteggere i cittadini laddove le loro azioni non ledano l'interesse comune. Tali leggi devono inoltre essere applicate con la stessa misura nei confronti di ogni cittadino.
Il potere legislativo si esercita in questo modo tramite la rappresentanza, ed è legittimato dalla volontà nazionale. Il popolo dunque sir rende soggetto alla legge che esso stesso si è dato per mezzo dei suoi rappresentanti.

### Assemblea nazionale
L'insieme di tutta la nazione non può riunirsi per stabilire le leggi costituzionali, essa dovrà quindi eleggere un'assemblea nazionale che incarnì la volontà nazionale. Tale assemblea sarà formata da rappresentanti straordinari che assolveranno a questa funzione per un periodo limitato. Ai rappresentanti scelti sarà inoltre proibito fare parte del potere legislativo, per evitare che nel redigere le leggi costituzionali perseguano il loro interesse personale.
Secondo Sieyès il terzo stato non deve limitarsi a chiedere che il numero dei suoi rappresentanti sia pari a quello degli altri due ordini e che i voti dei tre stati siano considerati per testa. Seguendo il voto per testa infatti il numero di rappresentanti del terzo stato sarebbe uguale a quello congiunto dei nobili e del clero. Tale sistema manterrebbe dunque una sproporzione, in quanto il numero di persone rappresentate dal terzo stato è estremamente superiore a quelle rappresentate dagli altri due ordini.
Ordini e associazioni non possono fare parte della volontà unica del popolo. Il pericolo è infatti che esse facciano passare il loro interesse di corpo come interesse generale, ed esercito il loro potere sui cittadini, mettendosi in una condizione di privilegio.
L'assemblea nazionale non deve perseguire nessun interesse di corpo, affinché essa non degeneri in aristocrazia. Clero e nobiltà sono la manifestazione dell'interesse particolare di un insieme parziale di individui. Inoltre essi hanno goduto di privilegi contrari all'ordine comune. Per queste ragioni primo e secondo stato non devono essere considerati parte della nazione, e di conseguenza non devono poter votare per essa. In virtù di queste ragioni, per Sieyes gli stati generali non devono essere considerati legittimi, e non possono costruire l'assemblea nazionale.

#### Cosa deve fare il terzo stato
Sieyès sostiene che sia errato pensare che gli stati generali abbiano valore costituzionale, e che se anche l'avessero essi non dovrebbero comunque essere considerati involabili. La volontà nazionale viene prima di ogni costituzione, essa è sempre legittima e di conseguenza nessuna legge costituzionale può avere potere coercitivo nei suoi confronti. Ogni legge costituzionale può dunque essere abolita o cambiata dalla volontà nazionale.
Il terzo stato ha quindi il compito di denunciare il sistema e convocare la nazione in rappresentanza straordinaria. Esso è inoltre l'unico ordine in grado di potersi rendere rappresentante della nazione tutta, deve quindi riconoscersi come assemblea nazionale.
L'obiettivo dell'assemblea nazionale sarà infine quello di redigere la costituzione che regolerà, a sua volta, il potere legislativo. Essa rappresenterà il popolo, le sue azioni quindi corrisponderanno a quelle della volontà nazionale.